# Crowell
Crowell és una població dels Estats Units a l'estat de Texas. Segons el cens del 2000 tenia 1.141 habitants.

## Demografia
Segons el cens del 2000, Crowell tenia 1.141 habitants, 465 habitatges, i 292 famílies. La densitat de població era de 233,1 habitants/km².
Dels 465 habitatges en un 29,7% hi vivien nens de menys de 18 anys, en un 50,3% hi vivien parelles casades, en un 10,3% dones solteres, i en un 37% no eren unitats familiars. En el 34,4% dels habitatges hi vivien persones soles el 21,7% de les quals corresponia a persones de 65 anys o més que vivien soles. El nombre mitjà de persones vivint en cada habitatge era de 2,36 i el nombre mitjà de persones que vivien en cada família era de 3,08.
Per edats la població es repartia de la següent manera: un 26,8% tenia menys de 18 anys, un 5,9% entre 18 i 24, un 21,9% entre 25 i 44, un 22,3% de 45 a 60 i un 23% 65 anys o més.
L'edat mediana era de 40 anys. Per cada 100 dones de 18 o més anys hi havia 79,6 homes.
La renda mediana per habitatge era de 22.214 $ i la renda mediana per família de 31.667 $. Els homes tenien una renda mediana de 21.141 $ mentre que les dones 16.184 $. La renda per capita de la població era de 12.965 $. Aproximadament l'11,4% de les famílies i el 16,4% de la població estaven per davall del llindar de pobresa.

## Poblacions més properes
El següent diagrama mostra les poblacions més properes.